# Claire Keegan
Claire Keegan (Wicklow megye, 1968 –) ír írónő, aki novelláiról ismert, melyek a The New Yorker, a Best American Short Stories, a Granta és a The Paris Review folyóiratokban jelentek meg.

## Életrajza
Keegan 1968-ban született Wicklow megyében, egy nagy római katolikus család legfiatalabb gyermekeként.
Tizenhét évesen a louisianai New Orleansba utazott, ahol a Loyola Egyetemen angol és politológia szakon tanult. 1992-ben visszatért Írországba, majd egy évig a walesi Cardiffban élt, ahol kreatív írásból szerzett MA diplomát, és egyetemistákat tanított a Walesi Egyetemen. Ezt követően a dublini Trinity College-ban szerzett M.Phil. fokozatot.
Első novelláskötete, az Antarctica (Antarktisz, 1999) elnyerte a Rooney-díjat az ír irodalomért és a William Trevor-díjat.
2007-ben jelent meg második novelláskötete, a Walk the Blue Fields. Keegan "hosszú, rövid elbeszélése", a "Foster" 2009-ben elnyerte a Davy Byrnes Short Story Awardot. A "Foster" megjelent a The New Yorker 2010. február 15-i számában, és bekerült a The Best American Short Stories 2011 című kötetbe. Később a Faber and Faber kiadónál hosszabb formában is megjelent. A "Foster" ma már az ír érettségi bizonyítvány szövegeként szerepel. Az író/rendező Colm Bairéad 2021-ben filmre adaptálta, és An Cailín Ciúin (The Quiet Girl) címmel 2022 májusában került a mozikba. A filmet 2023-ban jelölték a legjobb nemzetközi játékfilmnek járó Oscar-díjra, az első írországi film, amelyet ebben a kategóriában jelöltek. Számos filmfesztiválon több kategóriában is jelölték.
2021 végén Keegan megjelentette Small Things like These című regényét, amely az 1980-as évek közepén játszódik Írországban. 2022-ben a Booker-díj jelöltjei közé került. A filmadaptáció, melynek főszereplői Cillian Murphy, Emily Watson és Eileen Walsh, világpremierje a 74. Berlini Nemzetközi Filmfesztiválon volt 2024. február 15-én.
2022 februárjában a The New Yorkerben jelent meg a So Late in the Day című novellája, majd 2023-ban a Faber kiadónál keménykötéses kiadásban is megjelent.
Keegan Írország vidéki részén él.

## Művei

### Regény
- 2021 – Small Things Like These(wd)

### Gyűjtemények
- 1999 – Antarctica. Faber and Faber, London. ISBN 978-0-571-19712-5
- 2007 – Walk the Blue Fields. Faber and Faber, London. ISBN 978-0-571-23306-9
- 2019 – The forester's daughter. Faber and Faber, London. ISBN 978-0-571-35185-5
- 2023 – So Late in the Day: stories of women and men. Grove Press, New York. ISBN 978-0-8021-6085-0

### Elbeszélések
- 2010 – Foster. Faber and Faber, London. ISBN 978-0-571-25565-8 (Elérhető pdf formátumban az Internet Archive-on)
  - Printed in The New Yorker, February 15, 2010.
- 2022 – So late in the day.. Printed in The New Yorker, February 21, 2022.

### Magyarul
- Ilyen apróságok (Small Things Like These) – XXI. Század, Budapest, 2023 (Kult könyvek) · ISBN 9789635684311 · fordította: Nemes Anna
- Már későn. Történetek nőkről és férfiakról (So Late in the Day: Stories of Women and Men) – XXI. Század, Budapest, 2024 (Kult könyvek) · ISBN 9789635685493 · fordította: Nemes Anna

## Fordítás
- Ez a szócikk részben vagy egészben  a   Claire Keegan című angol Wikipédia-szócikk fordításán alapul.  Az eredeti cikk szerkesztőit annak laptörténete sorolja fel. Ez a jelzés csupán a megfogalmazás eredetét és a szerzői jogokat jelzi, nem szolgál a cikkben szereplő információk forrásmegjelöléseként.